# Lagtolkning

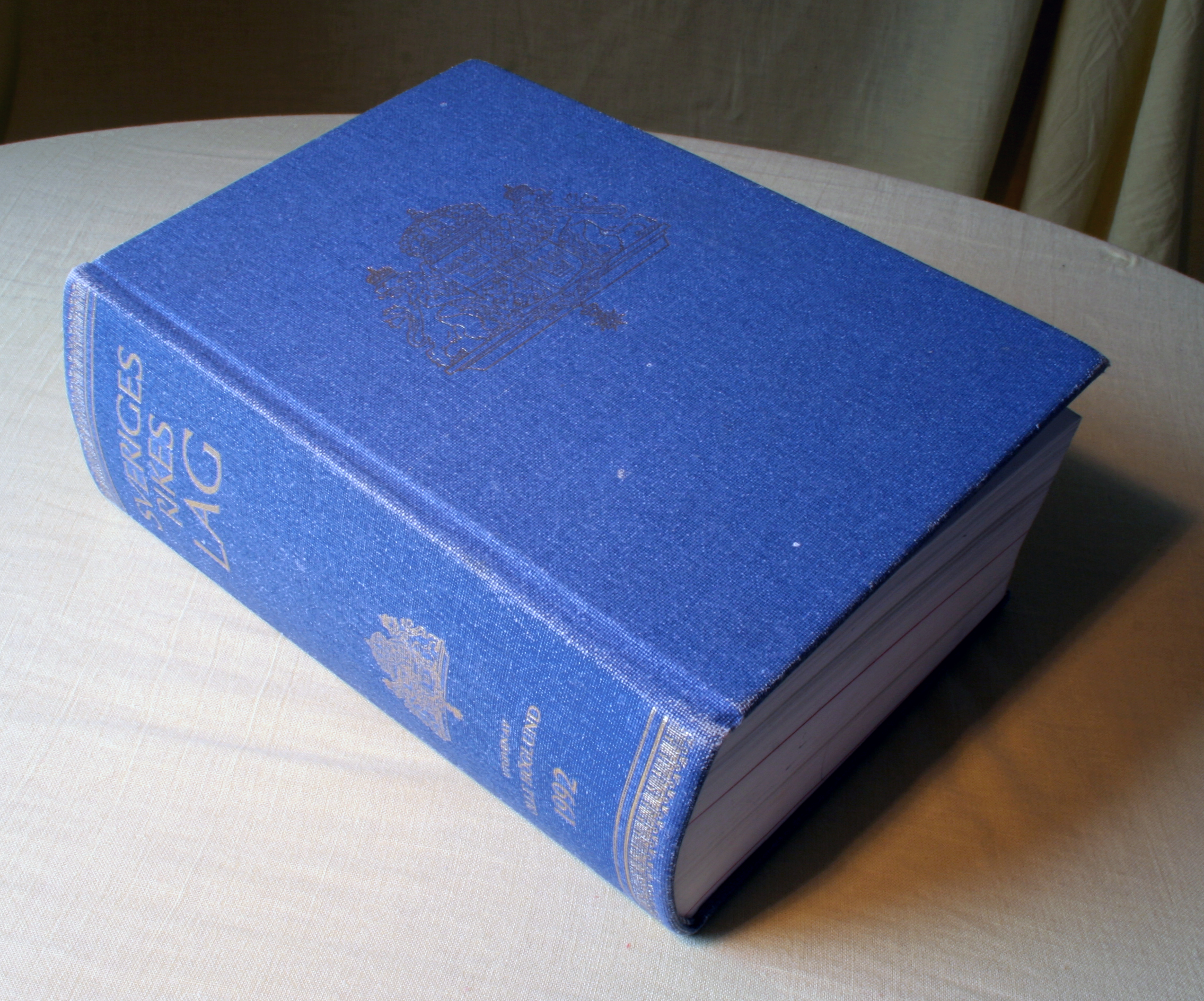
Det räcker inte alltid med lagboken

Lagtolkning är processen att tolka en lagbestämmelse när betydelsen inte framgår tydligt av texten i själva bestämmelsen. Lagtolkningen är en viktig uppgift för domstolar och myndigheter. Den är en förutsättning för att tillämpa lagen på rätt sätt i det enskilda fallet, det som kallas lagtillämpning. 
Lagtolkning behövs därför att lagar inte kan skrivas så att de i detalj reglerar alla situationer som kan uppstå. För att domstolarna ska kunna göra en nyanserad bedömning i det enskilda fallet kan lagtexten innehålla uttryck som exempelvis oskäligt eller med hänsyn till omständigheterna i övrigt. Oklarheter kan även finnas i lagen för att lagen är en ramlag med ganska lite detaljreglering där avsikten är att domstolarna ska klara ut detaljerna. Oklarheterna kan också uppstå senare på grund av den tekniska utvecklingen eller för att andra lagar förändras. Flera lagar innehåller till exempel krav på att något ska ske skriftligt eller egenhändigt undertecknat. När fax och e-post blev vanliga måste därför domstolarna ta ställning till om fax- och e-postmeddelanden uppfyller dessa krav, och de gör då en tolkning av lagbestämmelserna.

## Rättskällor
De källor som man använder för att tolka gällande rätt kallas rättskällor. 

### Förhållandet mellan rättskällor
Två rättskällor kan ibland säga mot varandra och då uppkommer frågan om vilken källa man ska lägga mest vikt vid. En vanlig indelning i Sverige, med utgångspunkt i det som kallas rättsdogmatisk metod, är att rättskällorna rangordnas i följande ordning:
- Författningar (lagar med mera)
- Förarbeten (till exempel propositioner)
- Rättspraxis (prejudikat)
- Doktrin (juridisk och rättsvetenskaplig litteratur)
- Övrigt (bland annat sedvänja)[3]

Ordningen är dock omdiskuterad. Dessutom kan den variera beroende på vad den aktuella frågan gäller och endast svensk rätt eller även EU-rätt och internationell rätt ska tillämpas av domstolen eller myndigheten. Så kan till exempel standardavtal som annars räknas in under övrigt sägas ha en starkare ställning i vissa civilrättsliga ärenden. Rättskällorna får också olika vikt beroende på vilken metod som används för att tolka lagen. Vid lagtolkning av EU-rätt vid svenska domstolar och myndigheter är delvis andra rättskällor aktuella och särskilda tolkningsläror blir då aktuella. Samma sak gäller då den internationella rättens källor ska tolkas och tillämpas i svenska domstolar och av svenska myndigheter.

### Författningar
Författningar, det vill säga grundlagar, lagar, förordningar, samt EU-rättens fördrag och rättsakter och folkrättsliga traktat, är den främsta rättskällan och de är bindande för domstolarna. 
Författningarna innehåller inte bara lagbestämmelserna, utan de kan användas för att tolka lagbestämmelser. Ofta innehåller författningarna ett särskilt avsnitt med definitioner som kan användas för att tolka andra paragrafer. Det är också vanligt att en författning används för att tolka innehållet i en annan. En definition som ges i en lag som är central för ett rättsområde används ofta inom hela det rättsområdet. Det samma gäller inte mellan olika rättsområde.  
En faktor som försvårar lagtolkningen är att författningar kan innehålla ord som har en betydelse i vardagsspråket och en annan i det juridiska språket. Ord som fastighet, arv, näringsidkare, vårdslöshet, förälder och solidariskt ansvar har juridiska definitioner som skiljer sig från de vardagliga.
Grundlagar står över "vanliga" lagar och förordningar, något som betyder att vid konflikt mellan en grundlag och andra författningar ska grundlagens innebörd gälla. Däremot är det inte säkert att en "vanlig" lag är en bättre rättskälla för lagtolkning än en förordning eller föreskrift. Den som tolkar behöver väga in bland annat hur gammal författningen är (särskilt om viktiga förhållanden har ändrats sedan den skrevs) och hur väl texten stämmer in på den aktuella situationen. Det finns två viktiga principer som används när olika lagregler ger olika resultat:
- Den mer speciella och preciserade regeln har företräde framför den mer allmänna (lex specialis legi generali derogat).
- Den senast utfärdade regeln har företräde framför den äldre (lex posterior derogat legi priori)
- Den högre författningen har företräde framför en lägre så att om exempelvis en lag och en förordning ger olika resultat har tolkningen med hjälp av lagen företräde (lex superior derogat legi inferiori).[8]

I princip har EU-rätten företräde framför nationell rätt i EU-länder om de motsäger varandra. När det gäller EU-rätten varierar det hur de gäller i förhållande till svensk lag. Förordningar gäller direkt som lag, men direktiv har normalt sett inte verkan förrän det enskilda landet genomfört direktivet genom att stifta en lag.

### Förarbeten
Förarbeten är de utredningar och politiska uttalanden som har ingått i arbetet med att stifta en ny lag. I Sverige ingår bland förarbetena utredningar, remisser, propositioner, utskottbetänkanden, och yttranden från Lagrådet som har ingått i förberedelserna för stiftandet av en lag.  De ses som en vägledning för lagtolkningen, och även om de inte är bindande på samma sätt som författningar bör domstolar följa dem. Förarbeten ligger på ungefär samma nivå som rättspraxis och det finns inom rättsvetenskapen olika åsikter om förarbeten eller rättspraxis är viktigast. Förarbetena har en stark ställning som rättskälla i Sverige, starkare än i de flesta andra länder.
Lagtexter är ofta ganska kortfattade och allmänt hållna. I förarbetena hittar man ofta uppgifter om syftet med en viss bestämmelse och mer detaljerade anvisningar om hur begreppen i lagtexten ska förstås. Där kan också finnas anvisningar om hur enskilda situationer bör bedömas med hjälp av lagen. I propositioner och utredningar finns det inte sällan en beskrivning av det gällande rättsläget och hur det har utvecklats över tiden, vilket också kan vara en hjälp vid tolkningen.

### Rättspraxis
Domar som i Sverige har avgjorts av Högsta domstolen, Högsta förvaltningsdomstolen eller vissa specialdomstolar skapar prejudikat som kan användas för att tolka liknande ärenden i framtiden. Prejudikaten bildar tillsammans rättspraxis. När det gäller frågor som inte har avgjorts i högsta instans kan även avgöranden på näst högsta nivån ge någon ledning (i Sverige hovrätt eller kammarrätt). Även om prejudikaten formellt sett inte är bindande i Sverige följs de ändå i stort sett alltid av domstolarna. Förarbeten ligger på ungefär samma nivå som rättspraxis och det finns inom rättsvetenskapen olika åsikter om förarbeten eller rättspraxis är viktigast. I många länder är prejudikat bindande för de lägre domstolarna.
I de domar som bildar rättspraxis är särskilt domstolens motiveringar viktiga. De innehåller bland annat förklaringar till beslutet, förklaringar som kan vara till ledning för andra domstolar. En prejudicerande dom kan dock inte användas som en allmängiltig rättsregel, dels eftersom det kan finnas särskilda omständigheter i det enskilda fallet och dels eftersom domen i regel är begränsad till att avgöra det som parterna har yrkat. Prejudikatet gäller därför inte sådant som domstolen hade kunnat avgöra om parterna yrkat något annat. Om domstolen ändå uttalar sig om sådant som ligger vid sidan av målet (obiter dictum) skapar det inte något prejudikat.

### Doktrin
Doktrin är ett annat namn för juridisk och rättsvetenskaplig litteratur och artiklar som publiceras i sakgranskade rättsvetenskapliga tidskrifter. Där hittar man ofta information om gällande rätt (de lege lata). rättsfall, utredningar och förarbeten, men även teorier om ett rättsområdes systematik och tolkningsläror. Den innehåller förklaringar till och sammanfattningar av den gällande rätten. Ibland finns också diskussioner om hypotetiska fall med frågor som inte prövats, eller förslag till nya rättsregler (de lege ferenda). Doktrinen är inte bindande, men kan spara tid och ge vägledning i tolkningsarbetet.

### Övrigt
Vad som ska räknas som en rättskälla är en fråga som diskuteras inom rättsvetenskapen. Det som nämns här ligger nära rättskällor och kan användas för att tolka hur en lag ska tillämpas.
Sedvänja, sed, eller bruk är det sätt som något vanligen brukar utföras utan att det är bestämt i nedskrivna regler. När en sådan sedvänja används allmänt och uppfattas som bindande inom ett visst område kan den få status som rättsregel. Man talar då om sedvanerätt. Sedvänja gäller i vissa fall före dispositiva lagar, till exempel köplagen utan att det räkns som sedvanerätt.
Avtal kan användas för tolkning i tvister som rör det aktuella avtalet. Vissa avtal som normalt används i vissa situationer, så kallade standardavtal har en så stark ställning att de anses som sedvänja och kan användas som en allmän hjälp för tolkning av tvister i det område som standardavtalet gäller. Även om avtal kan användas för tolkning är det knappast en rättskälla i den mening som oftast ligger i ordet.

## Metoder och begrepp vid lagtolkning

### Objektiv, subjektiv och teleologisk tolkning
Vid lagtolkningen kan olika tolkningsmodeller användas. Vilken eller vilka som används beror på den aktuella frågan och på vilket rättsområde frågan gäller. När syftet är att fastställa vad som är gällande rätt används rättsdogmatisk metod. Det är inte ovanligt att den som ska tolka en lagbestämmelse använder mer än en metod inom rättsdogmatiken för att analysera rättsläget. Man kan till exempel börja med en objektiv tolkning för att analysera vad som går att få fram från den rent språkliga betydelsen av lagtexten, och fortsätta med subjektiv och teleologisk tolkning (ratio legis) för att tolka de delar där texten i sig inte ger tillräcklig ledning.
Vid en objektiv tolkning (eller bokstavstolkning) strävar den som tolkar att använda lagens ordalydelse och uppbyggnad för att bestämma hur en lagbestämmelse ska tolkas.   Man tar då hänsyn bara till själva lagtexten, och försöker läsa ut av den om det går att tillämpa lagtexten på den aktuella frågan. Ordet objektiv syftar här på att tolkningen utgår ett objekt, nämligen lagtexten, utan hänsyn till lagstiftarens avsikter.  Texten ska normalt läsas och förstås som vilken text som helst, men något som försvårar lagtolkningen är att författningar kan innehålla ord som har en betydelse i vardagsspråket och en annan i det juridiska språket. Ord som fastighet, arv, näringsidkare, vårdslöshet och solidariskt ansvar har en juridisk definition som skiljer sig från den vardagliga. Det är också så att lagtext ofta är kortfattad och generell i utformningen vilket betyder att den ger begränsad ledning i detaljfrågor.
Vid den objektiva tolkningsmetoden använder man inte analogislut och metoden används därför oftare inom straffrätten än inom civilrätten. Inom straffrätten finns ett förbud mot analogislut. Förbudet grundas på att analogislut kan strida mot legalitetsprincipen i 1 kap. 1 § BrB och artikel 7 i Europakonventionen. 
Den subjektiva tolkningen innebär att den som tolkar försöker ta reda på hur lagstiftaren (exempelvis Riksdagen) menade att lagen skulle tolkas. I ett sådant arbete är förarbetena en viktig källa, eftersom lagstiftaren där ofta förklarat hur de tänker sig att lagtexten ska förstås. Förarbetena kan innehålla upplysningar om hur lagstiftaren tänkt sig att enskilda situationer ska bedömas, och hur den nya lagen hänger ihop med äldre lagstiftning. Ordet subjektiv syftar här inte på partiskhet utan på att tolkningen utgår från avsikten hos ett subjekt, nämligen den eller de som skapat lagbestämmelsen. 
I en teleologisk tolkning, eller ändamålstolkning strävar den som tolkar att hitta det eller de ändamål som lagen uppfyller. I det arbetet är förarbetena en viktig källa, men man studerar också vilka effekter lagen får i typiska fall. Man tänker sig då ett antal fall som klart faller inom lagens tillämpningsområde och ser vilka effekter som lagregeln får i dessa fall. (Man bortser från eventuella oönskade bieffekter.) Man antar sedan att lagregelns ändamål är att åstadkomma dessa effekter. Med hjälp av denna kunskap kan den som tolkar avgöra om och i så fall hur den aktuella lagregeln kan tillämpas i ett oklart ärende.
Ett exempel kan vara en tänkt bestämmelse att hundar inte får tas med på flygplan. Nu kommer någon med en bengalisk varg och frågan är om förbudet gäller också vargar. Den som använder en teleologisk tolkningsmodell behöver ta reda på vilket eller vilka ändamål som förbudet är tänkt att uppnå, till exempel genom att läsa förarbetena och genom att se vilka effekter förbudet får i samhället. Man kan tänka sig flera ändamål: att stoppa djur som kan skrämma andra, av utrymmesskäl eller för att förhindra allergier. Om något eller några av dessa ändamål också gäller vargar kan man tolka bestämmelsen så att förbudet också gäller för en varg.

### Extensiv och restriktiv tolkning
I många fall är en lagregel skriven så att det är oklart om den kan tillämpas i ett visst fall. Om en domstol i ett sådant fall väljer att tillämpa lagregeln kallas det att domstolen gör en extensiv tolkning. Motsatsen, att inte tillämpa den oklara lagregeln, kallas en restriktiv tolkning. Inom straffrätten och när det gäller tvångsåtgärder mot enskilda skall domstolar i stort sett tillämpa reglerna restriktivt. Inom civilrätten och i fall där det är till fördel för den enskilda finns det större möjligheter att använda en extensiv tolkning.

### Analogier och motsatsslut
En bestämmelse kan ha betydelse även för sådana situationer som bestämmelsen språkligt sett inte gäller. Ett analogislut innebär att när det saknas bestämmelser för en viss situation tillämpar domstolen reglerna för en annan liknande situation. Man lägger då stor vikt vid likheterna mellan den aktuella situationen och de som omfattas av reglerna. Ett exempel är att många av köplagens regler går att tillämpa på legoavtal (det vill säga hyra av lös egendom). Analogislut har begränsad användning i straffrätten och när det gäller tvångsåtgärder mot enskilda, på grund av legalitetsprincipen. I Sverige finns ett förbud mot att använda analogislut inom straffrätten.
Ett motsatsslut eller e contrarioslut innebär att domstolen gör en tolkning som utgår från vad lagregeln inte omfattar. Om en bestämmelse innehåller vissa handlingar som är förbjudna, innebär ett motsatsslut att de handlingar som inte är uppräknade anses som tillåtna. För att komma fram till ett väl underbyggt motsatsslut måste den som gör tolkningen känna till bestämmelsens ändamål och begränsningar. I princip kan motsatsslut bara användas när syftet med texten i lagen är att klart avgränsa området som bestämmelsen gäller.

### Reduktionsslut
Undantagsvis kan domstolar avstå från att tillämpa en bestämmelse trots att den enligt ordalydelsen klart gäller den aktuella situationen. Domstolen gör då ett reduktionsslut. Det  kan gälla situationer där det finns förmildrande omständigheter eller där det vid en analys av syftet och ändamålet med bestämmelsen visar sig att bestämmelsen inte är avsedd att tillämpas i den aktuella situationen.

## Annan litteratur
- Agge, Ivar & Jacob W. F. Sundberg (red.) (1984), Studiematerial i allmän rättslära, 4 uppl, Juristförlaget, Stockholm (ISBN 91-7598-115-7) (Talbok: DAISY, TPB, Enskede 2008, Svenska, 1 CD-R (14 tim. 45 min.))
- Agge, Ivar & Jacob W. F. Sundberg (red.) (1982), Uppsatser i allmän rättslära II, 2 uppl, Juristförlaget, Stockholm (ISBN 91-7598-035-5)
- Bergholtz, Gunnar (1987), Ratio et auctoritas. Ett komparativrättsligt bidrag till frågan om domsmotiveringens betydelse främst i tvistemål, Juridiska föreningen i Lund (Ak avh) (ISBN 91-544-1861-5)
- Bernitz, Ulf et al (2010), Finna rätt. Juristens källmaterial och arbetsmetoder, 11 uppl,  Norstedts juridik, Stockholm (ISBN 978-91-39-20547-0)
- Grauers, Folke (red.) (1978) Uppsatssamling i rättsteknik, Juridiska föreningen i Lund (ISBN 91-544-1081-9)
- Hjerner, Lars A. E. (1973), Om rättsfallstolkning, Juridiska föreningens förlag, Stockholm (0347-8629)
- Melander, Jan & Joel Samuelsson (2003), Tolkning och tillämpning, 2 uppl, Iustus, Uppsala (ISBN 91-7678-542-4)
- Peczenik, Aleksander, med Aulis Aarnio och Gunnar Bergholtz (1990), Juridisk argumentation. En lärobok i allmän rättslära, Norstedts, Stockholm (ISBN 91-1-907331-3) (Talbok: DAISY, TPB, Enskede 2006, Svenska, 1 CD-R (11 tim. 49 min.)
- Peczenik, Aleksander (1995), Vad är rätt? Om demokrati, rättssäkerhet, etik och juridisk argumentation, Fritze, Stockholm (ISBN 91-38-50449-9)
- Strömholm, Stig (1996), Rätt, rättskällor och rättstillämpning. En lärobok i allmän rättslära, 5 uppl, Norstedts juridik, Stockholm (ISBN 91-38-50557-6) (Talbok: DAISY, TPB, Johanneshov 2011, Svenska, 1 CD-R (31 tim. 35 min.))
- Sundberg, Jacob W. F. (1978), Fr. Eddan t. Ekelöf. Repetitorium om rättskällor i Norden, Studentlitteratur, Lund (ISBN 91-44-14331-1)

## Fotnoter
1. 1 2  Gunnarsson, Åsa (2023). Rättsdogmatik : som rättsvetenskapligt perspektiv och metod (Upplaga 1). ISBN 978-91-44-13258-7. https://libris.kb.se/bib/m3wfxr6gkr80kvgq. Läst 28 juli 2023
2. ↑  ”Juridikens allmänna läror | SvJT”. svjt.se. https://svjt.se/svjt/2005/249. Läst 28 juli 2023.
3. ↑  Zetterström, 2004, s. 50-52
4. ↑  Lindblom, 2001, s. 5-6, 10-11
5. ↑  ”EU-rättens källor och räckvidd | Faktablad om Europeiska unionen | Europaparlamentet”. www.europarl.europa.eu. 31 mars 2023. https://www.europarl.europa.eu/factsheets/sv/sheet/6/eu-rattens-kallor-och-rackvidd. Läst 28 juli 2023.
6. ↑  Lehrberg, 2010, s. 106-107
7. 1 2  Lehrberg, 2010, s. 112-114
8. ↑  Lehrberg, 2010, s. 87-88
9. ↑  Zetterström, 2004, s. 52
10. ↑  Lehrberg, 2010, s.  94-97
11. 1 2  Zetterström, 2004, s. 51-53
12. ↑  Lindblom, 2001, s. 6
13. 1 2  Lehrberg, 2010, s. 121-122
14. ↑  Lehrberg, 2010, s. 135-146
15. 1 2  Lindblom, 2001, s. 7
16. ↑  Zetterström, 2004, s. 103-105
17. ↑  Zetterström, 2004, s. 51-53, 99
18. ↑  Lehrberg, 2010, s. 177-179
19. ↑  Lehrberg, 2010, s. 180-182
20. 1 2 3  Lindblom, 2001, s. 10-11
21. ↑  Zetterström, 2004, s. 81
22. ↑  Leijonhufvud, Madeleine, Wennberg, Suzanne (2009). Straffansvar. Läst upplaga åtta
23. ↑  Lehrberg, 2010, s. 196-197
24. ↑  Zetterström, 2004, s. 81-82
25. ↑  Lehrberg, 2010, s. 198
26. ↑  Zetterström, 2004, s. 82-83
27. ↑  Exemplet hämtat från Zetterström, 2004
28. ↑  Zetterström, 2004, s. 84-86
29. ↑  Lehrberg, 2010, s. 117
30. ↑  Zetterström, 2004, s. 84
31. ↑  Lehrberg, 2010, s. 118
32. ↑  Zetterström, 2004, s. 83-84, förbudet följer av Brottsbalken 1 kap. 1 §
33. ↑  Lehrberg, 2010, s. 177-178
34. ↑  Zetterström, 2004, s. 84-87
35. ↑  Zetterström, 2004, s. 86, 98